# She-Devil, la diable
Pour les articles homonymes, voir The She-Devil et Diable (homonymie).
Pour plus de détails, voir Fiche technique et Distribution.
She-Devil, la diable (She-Devil) est un film américain de Susan Seidelman sorti en 1989, adaptation cinématographique du roman The Life and Loves of a She-Devil de l'écrivain britannique Fay Weldon.

## Synopsis
Ruth mène une vie pitoyable, elle est maladroite, disgracieuse et n'a plus aucune considération de son mari qui la trompe avec Mary Fisher, une séduisante romancière qui vit dans une somptueuse demeure. Pour se venger de son infidélité et de son désintérêt, elle va tout tenter pour priver son mari arrogant de sa maison, ses enfants, sa carrière et sa liberté, qui étaient jusque-là, les choses notables de son existence.

## Fiche technique
- Titre : She-Devil, la diable
- Titre original : She-Devil
- Réalisation : Susan Seidelman
- Scénario : Barry Strugatz (en), Mark R. Burns et Fay Weldon
- Production : Jonathan Brett et Susan Seidelman
- Musique : Howard Shore
- Photographie : Oliver Stapleton
- Montage : Craig McKay
- Distribution : Paramount Pictures
- Pays d'origine :   États-Unis
- Format : Couleurs
- Genre : Comédie
- Durée : 99 minutes
- Date de sortie : 
  -  États-Unis : 8 décembre 1989
  -  France : 21 mars 1990

## Distribution
- Meryl Streep  (VF : Elisabeth Wiener)  : Mary Fisher
- Roseanne Barr  (VF : Martine Meiraghe)  : Ruth
- Ed Begley Jr.  (VF : Jacques Frantz)  : Bob
- Linda Hunt : Hooper
- Sylvia Miles  (VF : Paule Emanuele)  : Madame Fisher
- Elisebeth Peters : Nicolette Patchett
- Bryan Larkin : Andy Patchett
- A Martinez  (VF : Georges Caudron)  : Garcia
- Maria Pitillo  (VF : Virginie Ledieu)  : Olivia Honey
- Mary Louise Wilson : Madame Trumper
- Susan Willis : Ute
- Jack Gilpin  (VF : Marcel Guido)  : Larry
- Robin Leach : Lui-même
- Nitchie Barrett : La jeune secrétaire
- Joe Pentangelo : Le détective
- Doris Belack : Dora

## Modèles
La romancière à succès Mary Fisher incarnée par Meryl Streep emprunte beaucoup à Danielle Steel mais aussi à Barbara Cartland[réf. souhaitée]. Dans le fichier informatique des clients de Bob qu'il escroque, on peut lire le nom de Jackie Collins.